# ماكسويل إل. أندرسون
ماكسويل إل. أندرسون (بالإنجليزية: Maxwell L. Anderson)‏ هو مدير متحف ‏ أمريكي، ولد في 1 مايو 1956 في نيويورك في الولايات المتحدة.